# Vorhemd

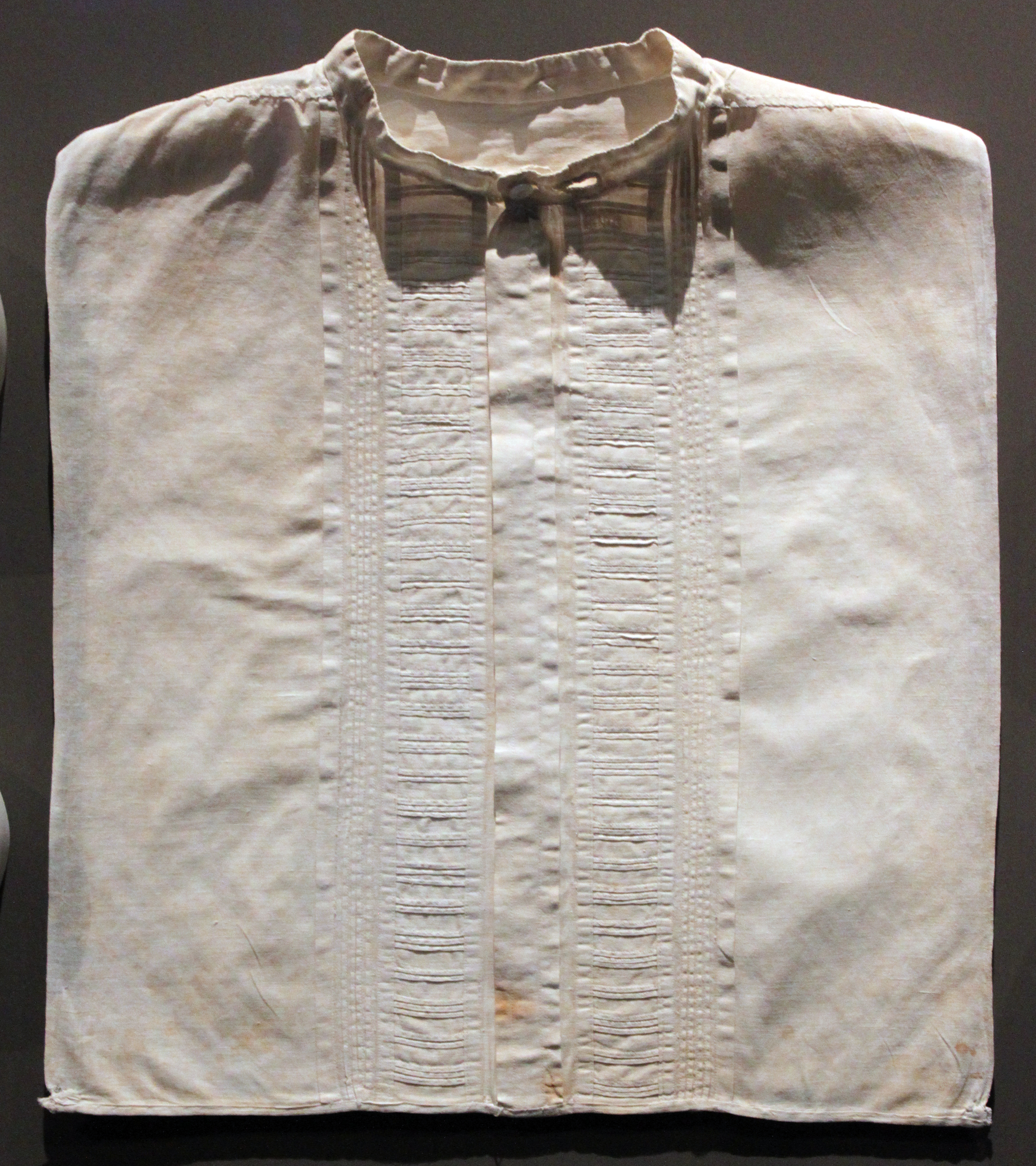
Vorhemd, 1915

Als Vorhemd oder auch Hemdbrust bezeichnet man ein Kleidungsstück, welches um die Jahrhundertwende (1900), aber auch bereits vorher getragen wurde. Es besteht meist aus stoffüberzogenem Karton und wird zwischen Weste und Hemd getragen und auf dem Rücken mit Schnüren zusammengebunden. Wie der abnehmbare Hemdkragen wurde auch das Vorhemd als separates Accessoire für das Hemd erfunden, das leichter und billiger gewaschen, gestärkt, gebügelt und bei hartnäckigen Flecken auch ausgetauscht werden konnte als ein vollständiges Hemd.
Heute findet man ein Vorhemd nur noch bei der Gesellschaftskleidung unter dem Smoking oder Frack.  Die Hemdbrust wurde früher mit einer speziellen Schraubenkonstruktion am eigentlichen Hemd befestigt.
Es gibt jedoch auch die Variante der aufgenähten zweiteiligen Hemdbrust (meistens aus Pikee), die mittels Frackknöpfen verschlossen wird.  
Bei manchen dieser Varianten befindet sich unten eine Stoff-Öse. Mit dieser wird die Hemdbrust über den obersten Knopf der Frackweste gestrafft.